# الأردن في الألعاب الآسيوية الشتوية 2017
شارك الأردن في دورة الألعاب الآسيوية الشتوية لعام 2017 في سابورو وأوبيهيرو باليابان في الفترة من 19 إلى 26 فبراير.   تنافس الرياضيون في رياضة واحدة وهي التزلج على جبال الألب. تألف فريق الأردن من لاعبين إثنين (رجل وإمرأة ). 
كان ناصر المجالي (أمين عام اللجنة الأولمبية الأردنية) هو حامل علم البلاد خلال موكب حفل الافتتاح ، بسبب أن الرياضيين المشاركين كانا لا يزالان يستعدان في مكان آخر قبل بدء المنافسات في وقت لاحق من الأسبوع. 

## خلفية
لم يرشح الأردن في الأصل أي رياضيين للمشاركة في البطولة عند إغلاق الترشيحات في ديسمبر 2016.  ومع ذلك ، سُمح للأردن بترشيح رياضيين للمنافسة بعد الموعد النهائي للترشيحات ، بعد أن وجه المجلس الأولمبي الآسيوي دعوة إلى المتزلجين للتنافس ، قبل شهر فقط من بدء الألعاب. 

## التزلج على جبال الألب
تألف فريق التزلج الأردني من لاعبين ، رجل وإمرأة.  
| رياضي       | حدث                       | المسار 1 | المسار 1 | المسار 2 | المسار 2 | مجموع    | مجموع |
| رياضي       | حدث                       | زمن      | مرتبة    | زمن      | مرتبة    | زمن      | مرتبة |
| ----------- | ------------------------- | -------- | -------- | -------- | -------- | -------- | ----- |
| سهيل عزام   | سباق التعرج العملاق رجال  | 1:48 .01 | 34       | 1: 52.34 | 30       | 3: 40.35 | 30    |
| سهيل عزام   | تعرج رجال                 | 1: 17.44 | 29       | 1: 21.77 | 22       | 2: 39.21 | 22    |
| سارة سختيان | سباق التعرج العملاق سيدات | 2: 02.25 | 25       | 1: 57.16 | 22       | 3: 59.41 | 22    |

1. ↑  "Sapporo 2017". www.ocasia.org/. المجلس الأولمبي الآسيوي. مؤرشف من الأصل في 2016-11-11. اطلع عليه بتاريخ 2017-02-11.
2. ↑  "OCA welcomes record number of teams, athletes to Sapporo 2017". www.ocasia.org/. المجلس الأولمبي الآسيوي. 17 فبراير 2017. مؤرشف من الأصل في 2017-08-19. اطلع عليه بتاريخ 2017-02-17.
3. 1 2  "Jordan to compete at Asian Winter Games". جوردان تايمز. Amman, Jordan. 14 فبراير 2017. مؤرشف من الأصل في 2017-03-05. اطلع عليه بتاريخ 2017-02-14.
4. ↑  "Jordan Flag Raised At Asian Winter Games". www.joc.jo/. اللجنة الأولمبية الأردنية. 19 فبراير 2017. مؤرشف من الأصل في 2017-02-25. اطلع عليه بتاريخ 2017-02-24.
5. ↑  "2017 Sapporo AWG sport entries by NOC". www.sapporo2017.org. 8th Sapporo Asian Winter Games Organizing Committee. 16 ديسمبر 2016. مؤرشف من الأصل في 2016-12-20. اطلع عليه بتاريخ 2016-12-16.
6. ↑  "Jordan starts Asian Winter Games participation". جوردان تايمز. Amman, Jordan. 23 فبراير 2017. مؤرشف من الأصل في 2017-04-02. اطلع عليه بتاريخ 2017-02-24.
7. ↑  "Jordan Successfully Completes Asian Winter Games Competition". www.joc.jo/. اللجنة الأولمبية الأردنية. 25 فبراير 2017. مؤرشف من الأصل في 2017-02-26. اطلع عليه بتاريخ 2017-02-25.